# Memória (liturgia)
No rito romano da Igreja Católica, uma memória é uma celebração litúrgica de um santo, a dedicação de uma igreja ou um mistério religioso. Outras celebrações, que são de classificações mais altas, são as solenidades e as festas.
Os memórias omitem-se se ocorrerem no mesmo dia de uma solenidade, uma festa, um domingo, na Quarta-feira de Cinzas, na Semana Santa ou na Oitava da Páscoa.

## Regras atuais

### Observância
Celebrações de solenidades e festas distinguem-se das das memórias por, por exemplo, incluirem o "Glória" na missa e o Te Deum na Liturgia das Horas. A observância dos memórias está integrada na celebração do dia da semana (chamado "feria") de acordo com as normas determinadas na Instrução Geral do Missal Romano (IGMR). e na Liturgia das Horas.
A Instrução determina que, para memoriais de santos, "a não ser que se realizem leituras específicas, a leitura associada ao dia da semana é geralmente utilizada. Em certos casos, leituras particulares podem ser providenciadas, ou seja, leituras que que sublinhem algum aspecto particular da vida espiritual ou da atividade do santo. O uso deste tipo de leituras não deve ser insistido, exceto quando razões pastorais de fato sugiram-na". A coleta apropriada à memória é utilizada ou, se não houver uma, a que for apropriada no comum. Sobre a oração sobre as oblatas e a oração depois da comunhão, a não ser que sejam próprias, devem ser tomadas ou do comum ou do dia da semana do tempo correto do ano.
Celebrações de memoriais que ocorrem entre 17 e 24 de dezembro e durante a Quaresma, que já não são obrigatórios, consistem em trocar a coleta do dia pela do santo.

### Memórias obrigatórias e facultativas
As memórias são classificadas em obrigatórias e facultativas. A única diferença é precisamente a de que as facultativas não precisam ser celebradas e, com as limitações inerentes à segunda parte do Advento e da Quaresma, há a possibilidade de celebrar ao invés delas a missa de outra memória desse dia ou a do dia da semana ou a de qualquer santo mencionado no Martirológio Romano para o dia ou ainda - com exceção da primeira parte do Advento - uma missa votiva.
Às vezes mesmo as memórias chamadas obrigatórias deixam de sê-lo. As que caem na Quaresma, por exemplo. Se duas memórias obrigatórias ocorrem no mesmo dia (como pode ser o caso quando o memorial móvel em homenagem ao Imaculado Coração de Maria cai no mesmo dia de outra memória obrigatória em dia fixo), ambas tornam-se facultativas, devendo-se escolher uma das duas para a celebração no dia.

## A forma de 1962 do rito romano
A celebração do rito romano em sua forma de 1962, autorizada desde 2007 como "uma forma extraordinária" do mesmo rito, segue as regras do Código de Rubricas de João XXIII (1960), que não usa o termo "memória" para as celebrações que ese Código chama festas de terceira classe (ver Calendário Romano Geral de 1960, das quais algumas aparecem, seja de forma permanente ou por suas celebrações coincidir com uma outra de classe mais alta, como uma comemoração na celebração de fato utilizada.
Na forma de 1962, as festas de terceira classe são apenas comemoradas nos dias da semana da Quaresma e nunca aos domingos. Durante o Advento, elas são observadas juntamente com a comemoração do dia da semana ("feria") do Advento, com exceção do período entre 17 e 23 de dezembro, dias classificados como ferias de segunda classe e, portanto, de status mais alto.